# ونفرو
ونفرو (به ایتالیایی: Venafro) یک کومونه در ایتالیا است که در استان ایسرنیا واقع شده‌است.

## خصوصیات
ونفرو ۴۵ کیلومترمربع مساحت و ۱۱٬۵۳۲ نفر جمعیت دارد و ۲۲۲ متر بالاتر از سطح دریا واقع شده‌است.

## خواهرخوانده
شهرهای سسیس و کاسینو خواهرخوانده‌های ونفرو هستند.